# Hata
Hata è una suddivisione dell'India, classificata come nagar panchayat, di 11.259 abitanti, situata nel distretto di Kushinagar, nello stato federato dell'Uttar Pradesh. 